# Aloha (album)
Aloha è il diciassettesimo album del complesso italiano dei Pooh, pubblicato nel 1984 dalla casa discografica CGD.
Si tratta di un periodo nel quale la band sente l'esigenza di staccare la spina dall'Italia e vivere la registrazione come un momento di totale distacco con il mondo esterno (la stessa scelta che aveva portato il quartetto a registrare Tropico del nord, il disco precedente, fuori dall'Italia).
L'album debutta al primo posto della classifica settimanale e risulta il 9º album più venduto di quell'anno.

## Descrizione
Si tratta di un album dall'impianto "elettronico", come lo sarà in seguito Asia non Asia, ma sempre fedele allo stile che ha contraddistinto la musica dei quattro. Il pezzo più famoso è La mia donna; un altro pezzo che si ricorda è Il giorno prima, uscita in piena epoca della guerra fredda, una fotografia pre-atomica.
Si conferma in questo album il predominio vocale di Roby Facchinetti, sia pure un po' attenuato rispetto al precedente LP Tropico del nord. Questa volta la voce di Roby non compare in tutti i brani, dal momento che "Io vicino io lontano" è interamente cantata da Dodi. Roby interpreta "Ragazzi del mondo", "Selvaggio" e "Come saremo". Ne "La mia donna" e "Il giorno prima" compaiono le voci di tutti e quattro i componenti del gruppo, che si dividono le strofe, anche se in quest'ultima, solo le quattro strofe iniziali sono cantate a voci alternate, mentre dalla quinta in poi, il resto della canzone è interpretato interamente da Roby, fino alle ultime due strofe, interpretate da Red e Dodi, una a testa. In "Stella del sud", Red e Roby si dividono le strofe, mentre nel ritornello prevale Roby. In "Tempi migliori", Dodi canta le strofe e Roby il ritornello.
Nella versione CD dell'album è presente Canzone per Lilli, cantata da Dodi. Si tratta di una bonus track proposta per favorire la diffusione del supporto, all'epoca molto meno diffuso rispetto a musicassette e LP.
La canzone Ragazzi del mondo è la sigla di apertura del programma Domenica in nella stagione 1984-1985.

## Tracce
1. Ragazzi del mondo – 4:13 (Facchinetti, Negrini)
2. La mia donna – 5:47 (Facchinetti, Negrini)
3. Io vicino, io lontano – 5:09 (Battaglia, Negrini)
4. Selvaggio – 5:04 (Facchinetti, Negrini)
5. Stella del sud – 4:52 (Canzian, D'Orazio)
6. Tempi migliori – 3:57 (Facchinetti, Negrini)
7. Come saremo – 4:43 (Facchinetti, Negrini)
8. Il giorno prima – 5:48 (Facchinetti, Negrini)
9. Canzone per Lilli (traccia bonus) – 3:53 (Facchinetti, D'Orazio)

## Formazione
- Roby Facchinetti – voce, pianoforte, tastiera Prophet 5 Yamaha DX7
- Dodi Battaglia – voce, chitarra
- Stefano D'Orazio – voce, batteria Simmons Drum, percussioni
- Red Canzian – voce, basso